# Стиль Леонід Михайлович
Леонід Михайлович Стиль (нар. 4 листопада 1921, Лебедин — пом. 1999, Лос-Анджелес) — український художник; член Спілки художників України.

## Біографія
Народився 4 листопада 1921 року в місті Лебедині (тепер Сумська область, Україна). Впродовж 1945—1947 років навчався у Харківському художньому інституті (викладачі Сергій Бесєдін, Йосип Дайц, Олексій Кокель). 1953 року закінчив Інститут живопису, скульптури й архітектури імені І. Ю. Рєпіна Академії мистецтв СРСР у Ленінграді (викладачі В. Мєшков, Рудольф Френц).
Жив у Києві, в будинку на вулиці Леніна № 40, квартира 6. Заснував Балашихинську картинну галерею і був її першим директором впродовж 1976—1986 років. Помер у 1999 році в Лос-Анжелесі.

## Творчість
Працював в галузі станкового живопису і книжкової графіки у жанрі портрету, пейзажу, був майстром тематичних картин і картин на історичну тему. Серед робіт:
- «Відстоїмо мир» (1953);
- «Комсомольці» (1957);
- «Ленінці» (1958);
- «Комсомольська ланка» (1960);
- серія «По Італії» (1962);
- серія «По Середній Азії» (1965);
- «Земля» (1967);
- «Сім'я» (1970);
- серія «Шляхом Колумба» (1971).

Брав участь у всеукраїнських виставках з 1954 року, всесоюзних з 1953 року. Персональні виставки пройшли в Обухові у 1960 і 1971 роках; Києві у 1963, 1965 та 1971 роках; Санта-Крус-де-Тенерифе у 1968 році; Бейруті у 1968 році.